# Metadelta jocosa
Metadelta jocosa är en fjärilsart som beskrevs av George Francis Hampson. Metadelta jocosa ingår i släktet Metadelta och familjen nattflyn. Inga underarter finns listade i Catalogue of Life.